# Henrik Lundqvist
Henrik Lundqvist (Åre, 2 marzo 1982) è un ex hockeista su ghiaccio svedese, portiere, noto per aver giocato con i New York Rangers della National Hockey League.
Nella sua stagione d'esordio a New York, nel 2005, si è guadagnato il soprannome di King Henrik (re Henrik) per il suo stile di gioco dominante e aggressivo. È stato candidato diverse volte al Vezina Trophy, il trofeo assegnato al miglior portiere dell'NHL, vincendolo nel 2012.
Nel 2006 alle Olimpiadi invernali a Torino ha conquistato con la propria nazionale la medaglia d'oro.
Prima di iniziare la sua avventura con i Rangers, Henrik ha militato per l'HC Frölunda nella Elitserien svedese, la massima lega del suo paese natale. Durante i cinque anni passati in Svezia si è affermato come miglior portiere della lega vincendo l'Honken Trophy - l'equivalente svedese del Vezina Trophy - tre volte: nel 2002, nel 2003 e nel 2005. Nel 2005 - l'anno della sua ultima stagione in patria - si è aggiudicato anche due dei più prestigiosi premi nel panorama hockeistico svedese: il Guldpucken, assegnato al miglior giocatore svedese dell'anno, e il Guldhjälmen, assegnato dai giocatori all'MVP del campionato.
Henrik è considerato un portiere di stile farfalla, benché non proprio ortodosso nell'eseguire il tipico movimento della farfalla a causa del suo gioco aggressivo. Comunque, in generale, le sue migliori doti sono la sensazionale velocità, l'atletismo e un forte senso della posizione.
Ha una fratello gemello, Joel, attuale capitano del Frolunda, che ha giocato in NHL come attaccante nei Dallas Stars.

## Infanzia e gioventù
Henrik, figlio di Eva Johansson e Peter Lundqvist, è nato ad Åre, nello Jämtland. Åre è una nota località svedese dove lo sport più praticato è sicuramente lo sci alpino - ha ospitato i mondiali 2007 -, ma i fratelli Lundqvist hanno deciso sin da piccoli di dedicarsi piuttosto all'hockey su ghiaccio.
Durante l'inverno, il loro maestro d'asilo era solito ghiacciare la sabbionaia dell'asilo affinché i due gemelli potessero pattinare. L'amore per l'hockey crebbe ancor più quando il padre Peter portò i figli a vedere una partita dell'HC Västra Frölunda a Göteborg. Questa fu una circostanza che si ripeté altre volte dal momento che il padre lavorava per una compagnia che sponsorizzava l'HC Frölunda, che così diventò la squadra del cuore dei bambini.
Nel 1990 incominciarono a giocare in una squadra di hockey, lo Järpens IF. Durante un allenamento l'allenatore chiese ai ragazzi se a qualcuno sarebbe piaciuto fare il portiere e Joel afferrò e alzò il braccio di Henrik dicendo che suo fratello avrebbe voluto farlo. Nel 1993 la famiglia si trasferì a Båstad, in Scania, dove la sorella Gabriella aveva intrapreso la carriera tennistica. Henrik e Joel entrarono a far parte della squadra locale, il Rögle BK, e furono entrambi selezionati per far parte della compagine regionale dello Scania che avrebbe preso parte al torneo Sverigepucken. Henrik inoltre fu scelto anche per partecipare ad un altro torneo giovanile, il TV-pucken, nel 1996 e 1997 (anche il fratello fu chiamato per questa edizione). Tra il 1997 e il 1998 furono ampliate osservati dei talent scout dell'HC Frölunda, finché nel 1998, durante la Scandinavium Cup, il general manager del Frölunda, nonché allenatore delle giovanili U-16, Janne Karlsson contattò il padre che comunicò ai figli la notizia dell'interessamento del Frölunda.

## Carriera

### Frölunda

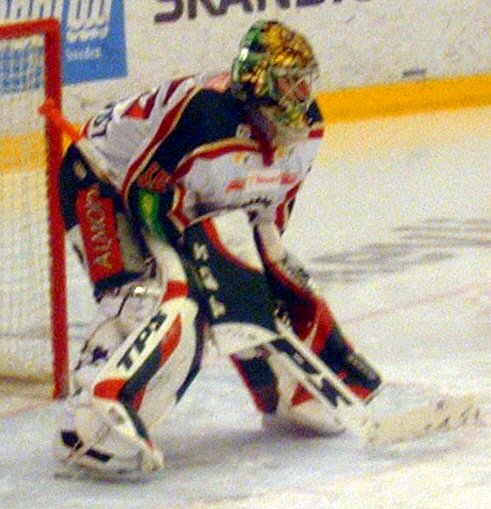
Lundqvist nel 2005

Henrik iniziò la sua carriera professionistica con il Frölunda nel 2000 esordendo, dopo un'ottima pre-stagione, nel match inaugurale dell'Elitserien, il 21 settembre conclusosi con una vittoria per 4-2 ottenuta dagli avversari, il Brynäs IF. Raggiunse la prima vittoria in carriera la partita successiva, in trasferta, contro il IF Björklöven: Henrik parò 18 tiri concedendo solo un gol nel primo periodo, per giunta in inferiorità numerica. Nella terza parita che giocò, contro il Timrå IK, subi due gol nel primo periodo. Da allora fu sostituito dal veterano Håkan Algotsson e fu convocato solo altre dieci volte, scendendo sul ghiaccio solo una, da titolare, in una sconfitta ai rigori contro il Djurgårdens IF. Poi perse il posto di back up che fu affidato all'esperto portiere canadese Pat Jablonski, che si unì alla squadra in ottobre. Tommy Boudstedt, all'epoca allenatore della squadra, in seguito ebbe a dire:
Lundqvist giocò poi nove parte con l'IF Möldnal Hockey nella Allsvenskan, la seconda lega, e poi passò, a dicembre, alla squadra U-20 del Frölunda, nella J20 SuperElit, la prima lega giovanile nazionale. L'avventura nella Allsvenskan fu negativa e anche l'inizio nella lega giovanile non fu certo facile. Il momento difficile culminò in una partita amichevole con la nazionale canadese: Henrik concesse agli avversari ben sei gol. Gli allenatori della nazionale giovanile si preoccuparono e decisero di parlare con il giocatore sollevando dubbi sulle reali motivazioni del ragazzo. La svolta si ebbe in occasione dei campionati del mondo U-20 a Mosca in Russia: Henrik con le sue prestazioni trascinò la squadra al quarto posto. Anche il campionato giovanile si risolse in meglio: giocò altre 18 partite risultando il portiere che restava sul ghiaccio più minuti in tutta la lega. La stagione si conclude con la vittoria della Anton Cup, il trofeo destinato al vincitore della J20 SuperElit, dopo il trionfo per 5-2 nella finale alla Stockholm Globe Arena contro il Leksands IF.
Nel dicembre 2004 la rivista The Hockey News lo valuta come uno dei sei migliori talenti europei, l'unico portiere fra i primi dieci.
Durante il 2005 batte quattro record nazionali: ha la più bassa media gol subiti a partita (1,05), la più alta percentuale di parate (96.2%), la più lunga striscia di imbattibilità (172 min) e il maggior numero di partite senza subire reti - in inglese shutout - (6). Henrik viene nominato miglior portiere, giocatore dell'anno con il Guldpucken e miglior giocatore della lega con il Guldhjälmen.
In 180 partite con il Frölunda ha registrato una media totale di gol subiti del 1,96 e una percentuale di parate del 92,7%, trascinando la squadra a quattro apparizioni ai playoff consecutive con la vittoria di due campionati, nel 2003 e 2005.

### New York Rangers
Nel 2005 tentò l'avventura in NHL e si accasò a New York, sponda Rangers. Il suo debutto arriva l'8 ottobre in concomitanza con un infortunio del portiere titolare Kevin Weekes: Henrik para 24 tiri su 27 contro i New Jersey Devils - altra squadra di New York -, che comunque riescono a vincere 3-2 ai supplementari.
Pochi giorni dopo, il 12, arriva la prima vittoria NHL ancora contro i Devils. Il 17 ottobre è il giorno del primo shutout contro i Panthers e con questa prestazione Lundqvist diventa il primo portiere rookie dei Rangers a far registrare uno shutout dal 1985 (fu John Vanbiesbrouck l'ultimo a riuscirci). Nel prosieguo del campionato diventa il primo portiere esordiente, dei Rangers, a vincere almeno 20 partite da quando nel 1990-1991 Mike Richter ne vinse 21. A fine campionato le vittorie saranno 30 e così Henrik rompe anche l'analogo record di 29 detenuto da Jim Henry (1941-42) e Johnny Bower (1953-54). Lundqvist si conferma essere tra i migliori goalie della lega: quinto per la media gol (2.24), quarto in percentuale di parate (92.2%), 11° per vittorie (30) e 16° ex aequo per partite senza subire reti (2).
La stagione non prosegue con successo nei play-off dove i Rangers sono subito eliminati dai rivali Devils con un perentorio 4-0. Lundqvist gioca solo tre partite e fa registrare una media gol di 4.40 e una percentuale dell'83.5%. Henrik è comunque un finalista candidato al Vezina Trophy, assegnato annualmente al miglior portiere, ma non al Calder Trophy, destinato al miglior esordiente, data l'agguerrita concorrenza che vi era quell'anno (Crosby e Ovečkin su tutti). Fu scelto per partecipare all'NHL All-Star Game per la partita fra rookie e sophomore: ebbe così la possibilità di giocare con promesse del calibro di Crosby, Ovečkin, Boyes, Phaneuf e Meszároš. Al termine della stagione vinse anche un premio speciale assegnato dalla propria franchigia, il MetLife/StevenMcDonald Extra Effort Award.
Il 14 dicembre 2006 i Rangers fronteggiarono i Dallas Stars, squadra in cui militava Joel, fratello di Henrik. Henrik diventò il primo portiere NHL a giocare con il fratello gemello (lui e Joel sono solo la terza coppia di gemelli che hanno giocato in una stessa partita). Il match si risolse a favore dei Rangers.

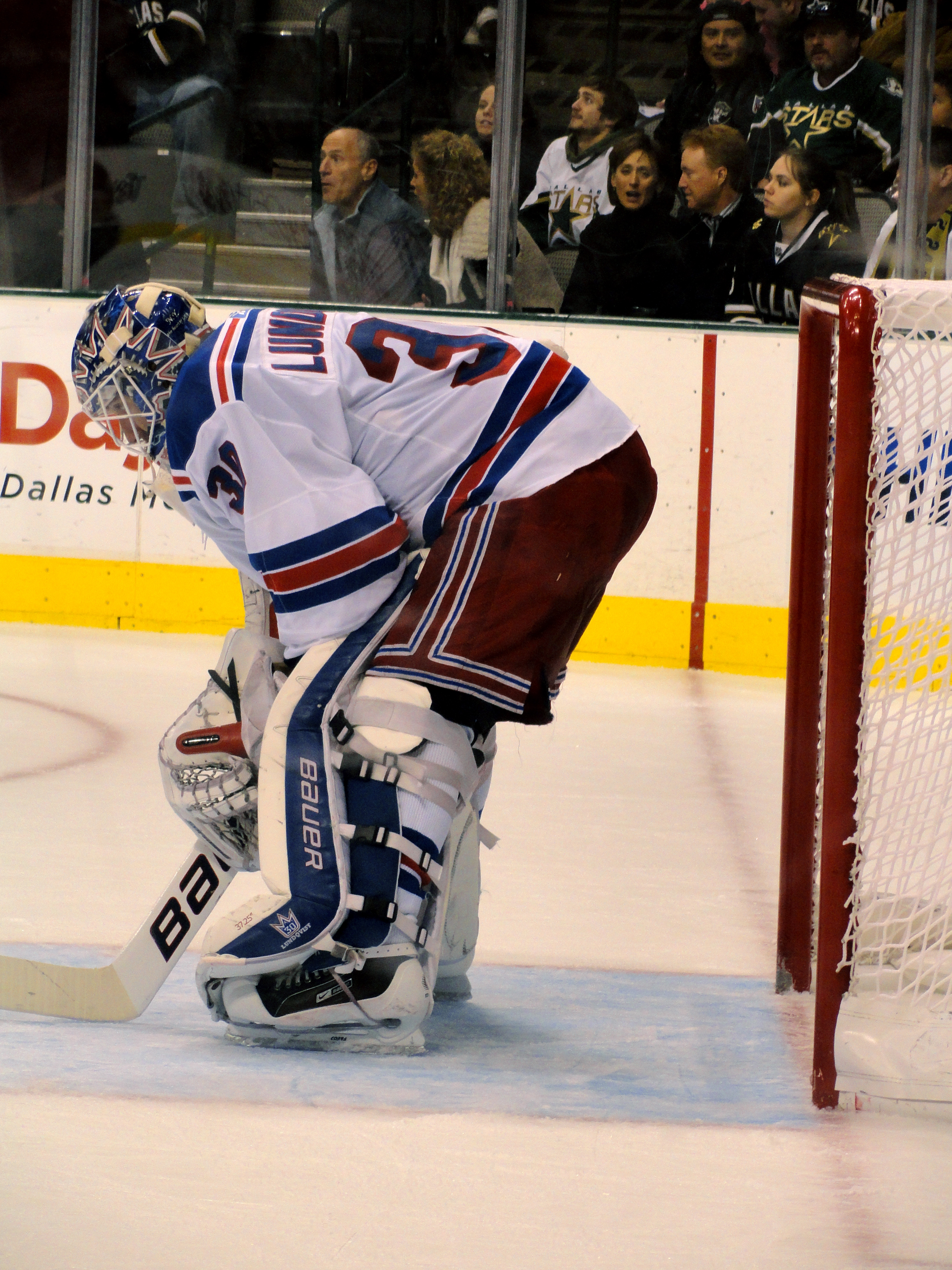
Lundqvist nel 2011

Nei quarti di finale di Conference nel 2007 in gara-3 i Rangers vincon 7-0 con Atlanta e Lundqvist diventa il primo portiere dei Rangers a far registrare uno shutout nei playoff dal 1997 (l'ultimo a riuscirci era stato ancora una volta Mike Richter). La vittoria fu anche la prima vittoria casalinga dei Rangers nei playoff dallo shutout di Richter.
Per il secondo anno consecutivo Lundqvist fu inserito fra i finalisti per il Vezina Trophy: poiché nel ballottaggio per la finale Henrik risultò terzo a pari merito con Miikka Kiprusoff per la prima volta nella storia NHL i finalisti per un trofeo furono quattro e non tre. Al termine della stagione Lundqvist prolungò il proprio contratto di un anno per 4,25 milioni di dollari.
Il 13 febbraio 2008 firma un altro contratto pluriennale da sei anni da 41,25 milioni di dollari (6.875 milioni a stagione) con i Rangers. Diventa così il portiere più pagato della lega per quanto riguarda il remunerativo stagionale.
Il 24 febbraio 2008 Henrik diventa il primo portiere a registrare 8 shutout in una stagione dai tempi di Eddie Giacomin (1979-71).
Il 6 marzo 2008 ottiene la trentesima vittoria in stagione: è il secondo portiere, dopo Ron Hextall, a vincere almeno trenta partite nelle proprie prime tre stagioni NHL.
Il 9 marzo 2008 diventa il primo portiere dei Rangers a ottenere 9 shutout dalla stagione 1966-1967, quando vi riuscì anche Eddie Giacomin.
Fu votato MVP della stagione per i Rangers, per il secondo anno consecutivo, da una giuria di giornalisti professionisti. Riuscì solo a Mark Messier la vittoria del premio per due anni consecutivi nel 1994 e nel 1995.
Lundqvist ha concesso al massimo due gol per 17 partite consecutive contro i New Jersey Devils. Questa è la seconda striscia positiva più lunga per un portiere contro una singola squadra nella storia della NHL moderna: pari merito con Bill Durnan (ritiratosi) contro i Chicago Blackhawks, preceduta solo da quella di Dominik Hašek (anch'egli già ritiratosi) di 23 partite contro gli Ottawa Senators.
Il 19 marzo 2011 Lundqvist è diventato il primo portiere a vincere più di 30 gare in ognuna delle sue prime sei stagioni in NHL, grazie alla vittoria per 6-3 con i Montreal Canadiens in casa. Il 27 febbraio 2012, con la vittoria per 2-0 sui New Jersey Devils, ha migliorato questo record, diventando il primo portiere capace di vincere più di 30 partite nei suoi primi sette campionati.
Il 20 giugno 2012, dopo una stagione con 39 vittorie ed 8 shutout in 62 partite, ha vinto il suo primo Vezina Trophy. I Rangers, che avevano terminato la regular season al primo posto in Eastern Conference, sono stati eliminati in finale della stessa nei playoff dai New Jersey Devils (4-3 in serie).
Il 3 marzo 2013 Lundqvist è diventato il portiere con più vittorie agli shootout, raggiungendo quota 43 e superando il precedente record di Martin Brodeur; a farne le spese sono stati i Buffalo Sabres. Ha terminato la stagione regolare 2012-2013 (accorciata per il lock out) con 24 vittorie e 2 shutout in 43 partite giocate, risultando il portiere con più gare vinte alla pari con Antti Niemi e Niklas Bäckström. È stato inoltre finalista al Vezina Trophy, vinto però da Sergej Bobrovskij. Nei playoff, i Rangers sono stati eliminati in 5 gare dai Boston Bruins in semifinale di Conference.
Il 18 marzo 2014, quando i Rangers hanno battuto per 8-4 gli Ottawa Senators, Lundqvist ha ottenuto la sua 302ª vittoria con i newyorchesi, diventando il primatista di vittorie nella storia della franchigia; il precedente record era detenuto da Mike Richter. Il 29 maggio, sconfiggendo i Canadiens (per altro in shutout), ha superato Richter al primo posto anche della classifica delle vittorie in post-season (42). I Rangers hanno poi raggiunto la finale di Stanley Cup, in cui sono stati battuti, in cinque gare, dai Los Angeles Kings.

### Washington Capitals e ritiro
Dopo 15 stagioni trascorse nelle file dei Rangers, il 29 settembre 2020 è diventato free agent per la prima volta nella sua carriera. Il 9 ottobre i Washington Capitals annunciano l'acquisto di Lundqvist con un contratto annuale di 1,5 milioni di dollari. Tuttavia, poco dopo aver firmato, ha subito un'operazione a cuore aperto per risolvere un problema cardiaco, saltando l'intera stagione 2020-2021. Nonostante il buon esito dell'intervento, il 20 agosto 2021 ha annunciato il ritiro. Nel gennaio 2022 i New York Rangers hanno ritirato il numero 30 durante una cerimonia in suo onore tenutasi presso il Madison Square Garden.

## Nazionale

### Giovanili

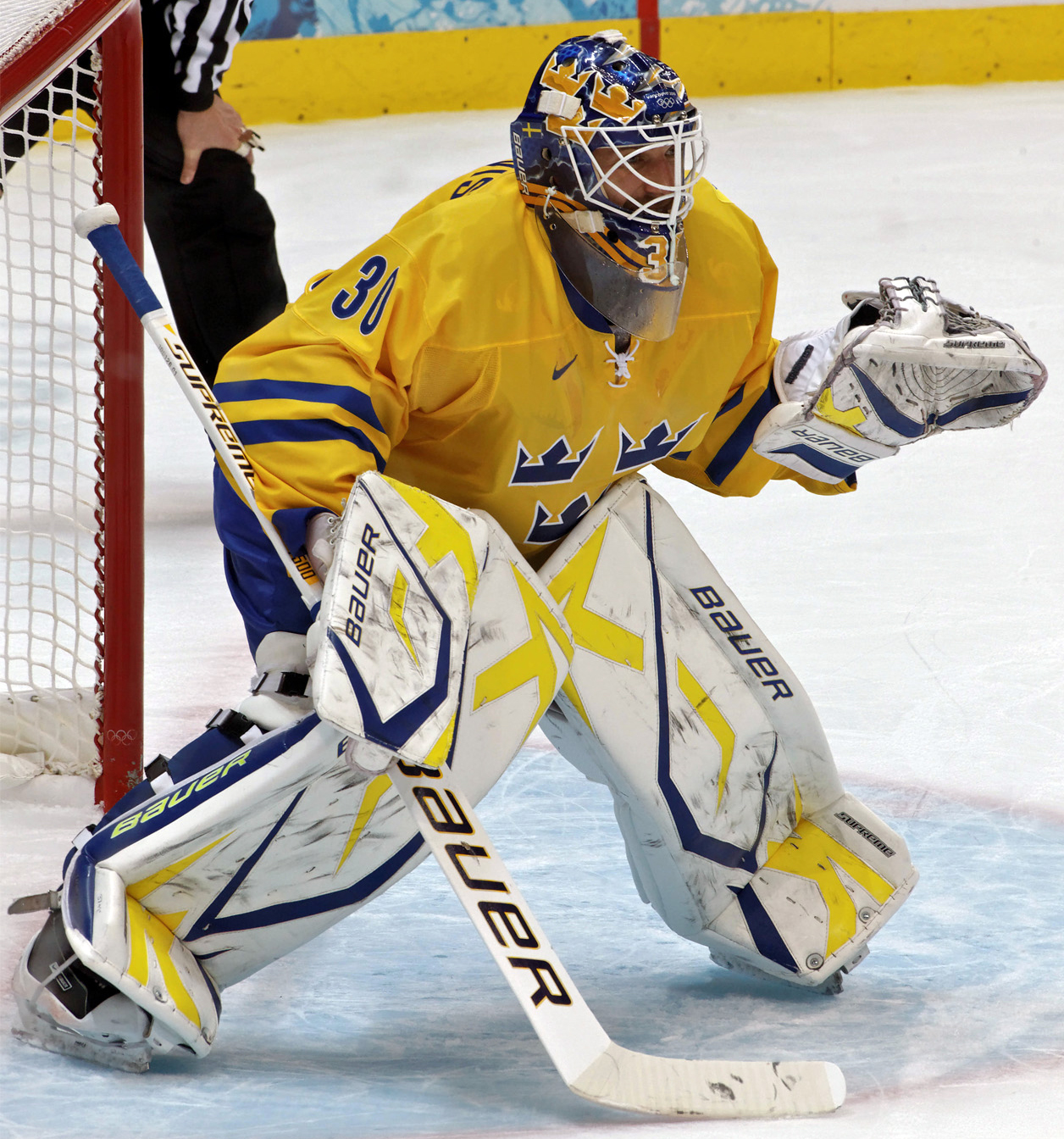
Lundqvist con la maglia della nazionale svedese

Lundqvist è attualmente il primo portiere per numero di partite giocate (11º in assoluto) con la nazionale giovanile.
Ai campionati del mondo U-20 2001 in Russia ha conquistato il 4º posto. Dopo la vittoria per 3-2 in una rocambolesca partita con i padroni di casa nei quarti di finale, la Svezia ha perso 1-0 contro la Repubblica Ceca e poi è stata superata 2-1 ai tempi supplementari nella finalina per il 3º/4º posto dal Canada.

### Nazionale maggiore

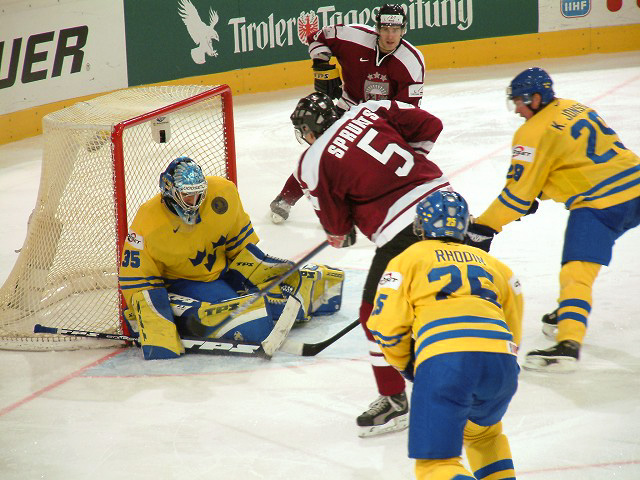
Lundqvist a Torino 2006

Henrik debuttò con la nazionale maggiore - la Tre Kronor - il 10 novembre 2002 in occasione della Karjala Cup.
In seguito fu convocato per i mondiali 2003 come terzo portiere dietro Tommy Salo e Mikael Tellqvist. L'edizione seguente invece giocò da titolare fu incluso nell'All-Star team della competizione.
Nello stesso anno si disputava anche la World Cup of Hockey - torneo da non confondere con i mondiali. Lundqvist e Jörgen Jönsson erano gli unici due convocati a non giocare i National Hockey League, ma nella Elitserien. Lundvist fu ancora però la terza scelta, dietro a Salo e a Tellqvist, poiché si giocava nei campi più piccoli secondo il regolamento NHL, nei quali il portiere svedese non aveva grande esperienza.
Durante l'Euro Hockey Tour 2005 fu nominato miglior portiere nella Karjala Cup e negli LG Hockey Games dal comitato organizzatore e inserito dai media nella miglior formazione. Ai mondiali 2005 in Austria giocò tutte e nove le partite della nazionale sino alla finale per il 3º/4º posto persa contro la Russia.
Le prestazioni migliori di Lundqvist a livello internazionale rimangono ancora oggi quelle ai Giochi Olimpici invernali del 2006, a Torino, quando portò la squadra alla vittoria nella finale contro gli eterni rivali della Finlandia. In sei partite giocate ne perse soltanto una, concedendo in totale solo 12 gol e con una percentuale di parate del 90.7%.
Con la nazionale conquista l'argento olimpico alle Olimpiadi di Soči, perdendo la finale contro i campioni uscenti del Canada.

### Hockey in-line
Henrik è stato anche convocato nella nazionale svedese di hockey in-line per i mondiali 2002 in Germania, a Norimberga. Grazie alle sue prestazioni spettacolari la Svezia ha vinto l'oro.

## Statistiche

### Stagione regolare
| Anno       | Squadra          | Lega       | Pres. | W   | L   | T | OTL | MIN    | GA   | SO | GAA  | SV %  |
| ---------- | ---------------- | ---------- | ----- | --- | --- | - | --- | ------ | ---- | -- | ---- | ----- |
| 2000-01    | Frölunda HC      | SEL        | 4     |     |     |   |     | 191    | 11   | 0  | 3.46 | 88,17 |
| 2001-02    | Frölunda HC      | SEL        | 20    |     |     |   |     | 1.153  | 52   | 2  | 2.71 | 89,90 |
| 2002-03    | Frölunda HC      | SEL        | 28    |     |     |   |     | 1.651  | 40   | 6  | 1.45 | 94,81 |
| 2003-04    | Frölunda HC      | SEL        | 48    |     |     |   |     | 2.898  | 105  | 7  | 2.17 | 92,71 |
| 2004-05    | Frölunda HC      | SEL        | 44    | 30  | 6   | 3 | 2   | 2.641  | 79   | 6  | 1.79 | 93,55 |
| 2005-06    | New York Rangers | NHL        | 53    | 30  | 12  | - | 9   | 3,111  | 116  | 2  | 2.24 | .922* |
| 2006-07    | New York Rangers | NHL        | 70    | 37  | 22  | - | 8   | 4.108  | 160  | 5  | 2.34 | .917* |
| 2007-08    | New York Rangers | NHL        | 72    | 37  | 24  | - | 10  | 4.304  | 160  | 10 | 2.23 | .912* |
| 2008-09    | New York Rangers | NHL        | 70    | 38  | 25  | - | 7   | 4.153  | 168  | 3  | 2.43 | .916* |
| 2009-10    | New York Rangers | NHL        | 73    | 35  | 27  | - | 10  | 4.204  | 167  | 4  | 2.38 | .921* |
| 2010-11    | New York Rangers | NHL        | 68    | 36  | 27  | - | 5   | 4.007  | 152  | 11 | 2.28 | .923* |
| 2011-12    | New York Rangers | NHL        | 62    | 39  | 18  | - | 5   | 3.754  | 123  | 8  | 1.97 | .930* |
| 2012-13    | New York Rangers | NHL        | 43    | 24  | 16  | - | 3   | 2.575  | 88   | 2  | 2.05 | .926* |
| 2013-14    | New York Rangers | NHL        | 63    | 33  | 24  | - | 5   | 3.655  | 144  | 5  | 2.36 | .920* |
| Totale SEL | Totale SEL       | Totale SEL | 144   | -   | -   | - | -   | 8.534  | 287  | 21 | 1.99 |       |
| Totale NHL | Totale NHL       | Totale NHL | 574   | 309 | 195 | 0 | 62  | 33.873 | 1278 | 50 | 2.26 | .920* |

* La percentuale di parate nelle statistiche nordamericane è indicata in decimali, ad esempio: "0.907" (o più semplicemente ".907") indica 90.7%.

Legenda: W = vittorie; L = sconfitte; T = pari (scil. tempi supplementari esclusi); OTL = sconfitte ai supplementari; MIN = minuti giocati; GA = gol subiti; SO = shutout; GAA = media-gol subiti; SV% = percentuale di parate.

### Play-off
| Anno       | Squadra          | Lega       | Pres. | W  | L  | MIN  | GA  | SO | GAA  | SV %  |
| ---------- | ---------------- | ---------- | ----- | -- | -- | ---- | --- | -- | ---- | ----- |
| 2001-02    | Frölunda HC      | SEL        | 8     |    |    | 490  | 18  | 2  | 2.21 | 93,10 |
| 2002-03    | Frölunda HC      | SEL        | 12    |    |    | 740  | 26  | 2  | 2.11 | 92,17 |
| 2003-04    | Frölunda HC      | SEL        | 10    |    |    | 610  | 20  | 0  | 1.97 | 93,61 |
| 2004-05    | Frölunda HC      | SEL        | 14    | 12 | 2  | 855  | 15  | 6  | 1.05 | 96,16 |
| 2005-06    | New York Rangers | NHL        | 3     | 0  | 3  | 177  | 13  | 0  | 4.41 | .835* |
| 2006-07    | New York Rangers | NHL        | 10    | 6  | 4  | 637  | 22  | 1  | 2.07 | .924* |
| 2007-08    | New York Rangers | NHL        | 10    | 5  | 5  | 608  | 26  | 1  | 2.57 | .909* |
| 2008-09    | New York Rangers | NHL        | 7     | 3  | 4  | 380  | 19  | 1  | 3.00 | .908* |
| 2010-11    | New York Rangers | NHL        | 5     | 1  | 4  | 346  | 13  | 0  | 2.25 | .917* |
| 2011-12    | New York Rangers | NHL        | 20    | 10 | 10 | 1251 | 38  | 3  | 1.82 | .931* |
| 2012-13    | New York Rangers | NHL        | 12    | 5  | 7  | 756  | 27  | 2  | 2.14 | .934* |
| 2013-14    | New York Rangers | NHL        | 25    | 13 | 11 | 1516 | 54  | 1  | 2.14 | .927* |
| Totale SEL | Totale SEL       | Totale SEL | 44    | -  | -  | 2695 | 79  | 10 | 1.76 |       |
| Totale NHL | Totale NHL       | Totale NHL | 92    | 43 | 48 | 5671 | 212 | 9  | 2.24 | .922* |

* La percentuale di parate nelle statistiche nordamericane è indicata in decimali, ad esempio: "0.907" (o più semplicemente ".907") indica 90.7%.

Legenda: W = vittorie; L = sconfitte; MIN = minuti giocati; GA = gol subiti; SO = shutout; GAA = media-gol subiti; SV% = percentuale di parate.

## Record
- La più bassa media-gol subiti a partita nella Eltiserien 2003 (1.45)
- La più alta percentuale di parate nella Elitserien 2003 (94.81%)
- La più bassa media-gol subiti a partita nella Eltiserien 2005 (1.79)
- La più alta percentuale di parate nella Elitserien 2005 (93.55%)
- Maggior numero di vittorie in una sola stagione per un portiere esordiente dei New York Rangers (30 vittorie nella stagione 2005-06)
- Secondo portiere dei Rangers di sempre (dopo Eddie Giacomin) a ottenere almeno 30 vittorie nella stagione da sophomore dopo 30 in quella da debuttante (nel 2005-06 e nel 2006-07)
- Secondo portiere nella storia NHL (dopo Ron Hextall) a ottenere almeno 30 vittorie in ognuna delle proprie prime tre stagioni NHL (30 nel 2006-07, 37 nel 2006-07 e ancora 37 nel 2007-08

## Premi

### Svezia
| Premio            | Anno (/anni)     |
| ----------------- | ---------------- |
| Giovane dell'anno | 2002             |
| Honken Trophy     | 2003, 2004, 2005 |
| Guldhjälmen       | 2005             |
| Guldpucken        | 2005             |

### NHL
| Premio          | Anno (/anni) |
| --------------- | ------------ |
| All-Rookie Team | 2006         |
| Vezina Trophy   | 2012         |

### Internazionali
| Premio              | Anno (/anni) |
| ------------------- | ------------ |
| WC Miglior portiere | 2004         |
| WC All-Star Team    | 2004         |